# 新阿夫拉米夫卡
49°47′46″N 33°25′19″E / 49.79611°N 33.42194°E
新阿夫拉莫夫卡，或译新阿夫拉米夫卡，是烏克蘭中部的村莊，隸屬波爾塔瓦州的盧布尼區。該村分別距離科瓦利0.5公里和波皮夫卡3公里，海拔高度95米，2001年人口1,064。